# France 3 Normandie
 (mai 2010).
France 3 Normandie était une des treize antennes régionales de France 3, émettant sur les régions Basse-Normandie et Haute-Normandie, et basée à Caen et à Rouen.

## Histoire de la chaîne

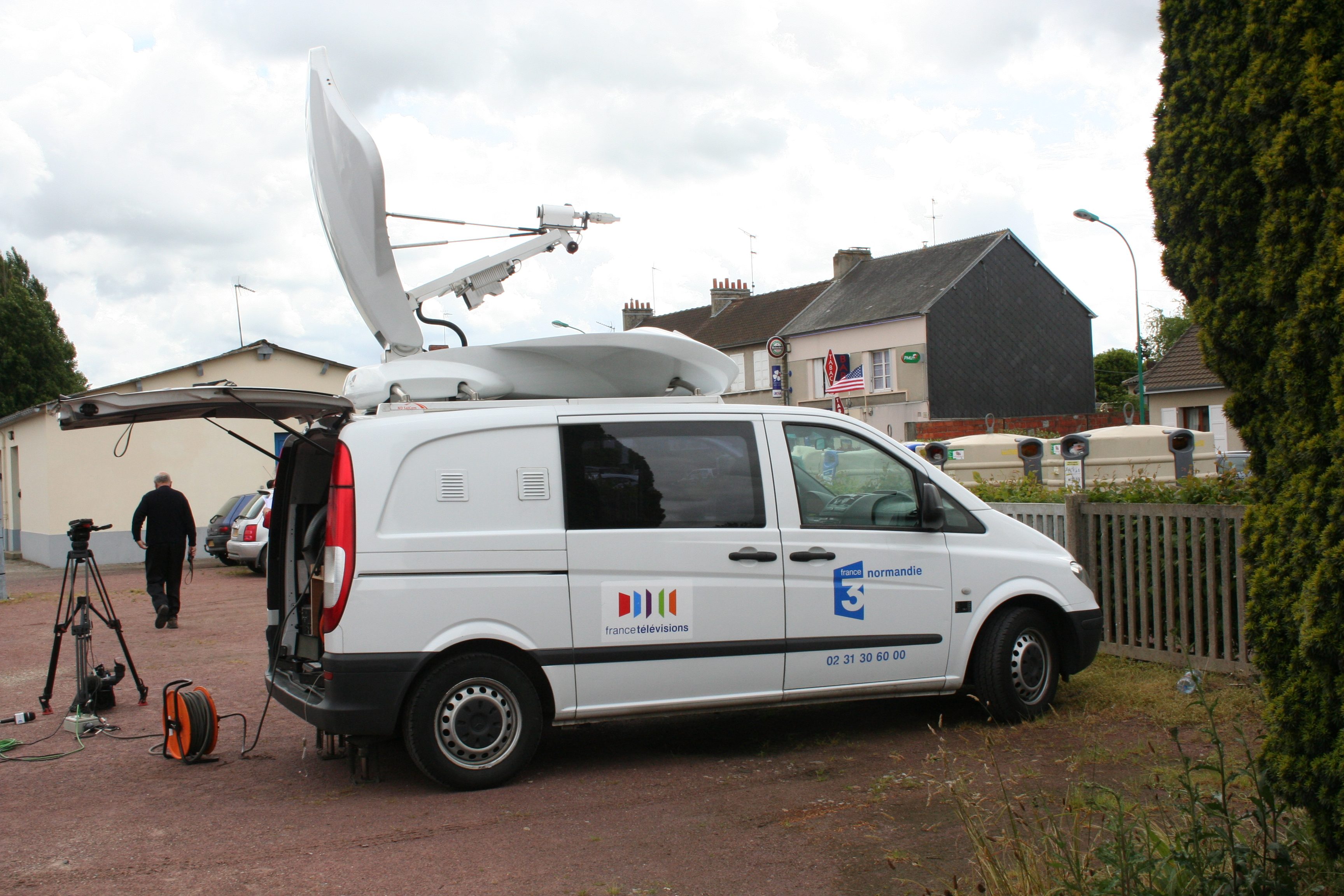
Véhicule satellite de France 3 Normandie

Le 27 novembre 1964 est créé le centre d'actualités télévisées de l'ORTF à Rouen. Télé-Normandie est née. Un second centre régional est ouvert à Caen en 1966. Ces deux centres sont rattachés en 1969 à la Direction régionale de Paris-Île-de-France-Normandie-Centre qui vient d'être créée. 
En Haute-Normandie, la télé régionale est installée aux Essarts, un quartier de la commune de Grand-Couronne, au pieds de l'émetteur de TDF. Les locaux sont exigus et les 23 personnes qui composent la toute première équipe, s'installent dans les 95 m2 disponibles. Parmi ces pionniers, le premier rédacteur en chef s'appelle Philippe Réal. Un journaliste de presse écrite, Roger Parment, rejoindra l'équipe, tout comme Roger Luc et Alain Gerbi. Ils seront accompagnés des reporter-caméramen Pierre Wajdenfeld, Pierre Leherle, Guy Chaffin, José Alcala et Alain Colliard. Les équipes s'étofferont au fil des mois et des années.
Suite à l'éclatement de l'ORTF, les deux stations normandes sont rattachées à FR3 Paris-Île-de-France-Normandie-Centre le 6 janvier 1975 et les programmes régionaux passent de la deuxième à la troisième chaîne. 
En 1983, le conseil d'administration de FR3 approuve l’autonomie de la région Normandie qui se sépare de FR3 Paris Île-de-France Centre. Ce n’est qu’en février 1984 que FR3 Normandie deviendra officiellement la 12e région de FR3. Le programme régional est diffusé en soirée de 17h à 19h55 et la publicité sur l'antenne régionale est autorisée par la HACA.
Suite à la création de France Télévisions le 7 septembre 1992, FR3 Normandie devient France 3 Normandie.
France 3 Normandie comme nombre de stations régionales possède une édition locale : France 3 Baie de Seine (six minutes quotidiennes d'actualités locales destinées aux habitants de la baie de Seine de Fécamp à Honfleur). De plus une édition locale hebdomadaire: « 7 jours en Cotentin », tournée à Cherbourg résume l'actualité de la semaine dans cette partie de la Normandie.
Chaque année, depuis 2007, les locaux de France 3 Normandie, à Caen et à Rouen, peuvent être visités lors des Journées européennes du patrimoine.
La Basse-Normandie a basculé dans l'ère de la TNT depuis le 9 mars 2010. En Haute-Normandie le basculement a eu lieu le 1er février 2011.
Depuis le 4 janvier 2010, les treize directions régionales de France 3 ont été supprimées, à l'exception de celle de Corse. De ce fait, à la même date, France 3 Normandie a cessé d'exister en tant qu'entité. Les deux stations normandes font désormais partie du pôle de gouvernance nord-ouest aux côtés des autres antennes de proximité de Paris, Orléans, Rennes et Nantes. Cette réorganisation administrative n'influe, pour le moment, en rien sur les programmes qui demeurent diffusés sous le label Normandie.
L'année 2010 marque également un tournant dans l'ère numérique. Soucieuse de son intéractivité, France 3 Haute-Normandie renforce sa présence sur Internet en lançant le "Flash Info". L'essentiel de l'actualité de Haute-Normandie est assuré en trois minutes deux fois par jour en plus des 12/13 et 19/20. Le Flash Info est un widget pouvant être exporté sur d'autres pages Internet.

## Identité visuelle

### Logos

Logo de FR3 Normandie du 6 mai 1986 au 22 novembre 1987
Logo de France 3 Normandie du 7 septembre 1992 au 7 janvier 2002
Logo de France 3 Normandie du 7 janvier 2002 au 7 avril 2008
Logo de France 3 Normandie du 7 avril 2008 au 3 janvier 2010

## Organisation
- Le Pôle Nord-Ouest regroupe les stations de Caen, Rouen, Paris (Vanves), Orléans, Nantes et Rennes.

### Dirigeants
- Patrick Visionneau : Directeur du Pôle Nord-Ouest (depuis 2010)

#### Directeurs régionaux
- Alain Gerbi (1982 - 2002) - Chef des services puis Directeur régional
- Martine Viglione (2002 - 2006)
- Yves Gantou (2006 - 2009)

#### Délégués régionaux
Déléguée régionale aux antennes de Haute-Normandie :
- Valérie Giacomello (2010-2011)
- Stéphane Gaillard (depuis septembre 2011)

Délégué régional aux antennes de Basse-Normandie :
- Dominique Delhoume (depuis 2010)

#### Chefs de Centre
- Rodolphe Isvelin à Rouen
- Régis Tarrieu à Caen

#### Rédacteurs en chef

##### Rédaction Haute-Normandie
- Thierry Pacaud (depuis 2010)
- Stéphane Gaillard (2007 - 2010)
- Catherine Raymond (2005 - 2007)
- Didier Cagny (2000 - 2005)
- Jérôme Poidevin (1989 - 2000)
- Jo Le Sann (1982 - 1989)
- Alain Gerbi (1976 - 1982)

##### Rédaction Basse-Normandie
- Jean-Yves Gélébart (depuis août 2010)
- Arnaud Soléau (par intérim janvier 2010 - août 2010)
- Thierry Pacaud (novembre 2008 - janvier 2010)
- Philippe Chollet (janvier 2005 - novembre 2008)
- Thierry Choupin (2000 - 2005)
- Dominique Planche (1 mois 1/2)
- Didier Cagny (1995 - 2000)
- Philippe Goudé (1993 - 1995)
- Patrick Labarrière (1990 - 1993)
- Alain Dévé (1986 - 1990)
- Henri Sannier (1975 - 1986)
- Alain Gerbi (1972 - 1975)

## Antennes de proximité

### Haute-Normandie
Siège : 77, place des Cotonniers 76100 Rouen
Bureaux décentralisés:
- Évreux
- Dieppe

### Basse-Normandie
Siège : 41, rue Fred Scamaroni 14000 Caen
Bureaux décentralisés:
- Alençon
- Avranches
- Cherbourg-Octeville

## Émissions
- Talents en Normandie : émission présentée par Pauline Latrouite chaque dimanche.
- Littoral, le Magazine des Gens de Mer. Présenté par Laurent Marvyle le samedi à 16:15, Littoral fêtera ses 20 ans d'existence en 2012. Le magazine s'attache à tous les aspects de la vie maritime et des côtes en privilégiant les portraits et les découvertes humaines. Diffusé dans les régions de la façade Mer du Nord, Manche et Atlantique. Site internet http://www.regions.france3.fr/Littoral
- La Voix est libre, magazine politique et social (deux éditions simultanées) présenté par Philippe Goudé et Catherine Lecompte (en Haute-Normandie) et par Franck Besnier (en Basse-Normandie), tous les samedis à 11h30.
- JT Local 19/20 Baie de Seine : journal local diffusé du lundi au vendredi à 18h45.
- 19/20 Là où ça bouge : magazine de l'actualité culturelle diffusé du lundi au vendredi à 18h50 en Basse-Normandie.
- Carte Mémoire: émission présentée chaque jour à 13h par Jan-Lou Janeir. Carte Mémoire revisite les grands moments de la télévision régionale publique depuis ces 50 dernières années. Émission concoctée par les équipes de France 3 Normandie, Pays de la Loire, Centre et Bretagne, en collaboration avec l'INA

## Présentateurs et animateurs
- Journaux Haute-Normandie :
  - Magali Nicolin (19/20)
  - Julie Howlett (19/20)
  - Emilie Leconte  (12/13)et (19/20)
  - Sandry Vicente (12/13)
  - Stéphane Gerain (12/13)
  - Dominique Malige (12/13)
  - Sandrine Aramon (week-end)
  - Béatrice Rabelle (week-end)
  - Marc Moiroud (Rouen Métropole et 12/13)
  - François Verly (journaliste sportif)

- Journaux Basse-Normandie :
  - Gwenaëlle Louis
  - Laurent Marvyle
  - Emilie Flahaut
  - Franck Besnier
  - Marie-Pierre Gressant
  - Jérôme Ragueneau
  - Aurélie Misery
  - Erwan De Miniac
  - Jacques Perrotte (Là où ça bouge à 18h45)